# Carlos Jonguitud Barrios
Carlos Jonguitud Barrios (Coxcatlán, San Luis Potosí, 4 de noviembre de 1924 - México D. F., 22 de noviembre de 2011) fue un político y maestro mexicano por la Normal Rural de Ozuluama y realizó estudios de Derecho en la UNAM.

## Biografía
Fue un controvertido, líder sindical y político mexicano, miembro del Partido Revolucionario Institucional, fue Secretario General del Comité Ejecutivo Nacional del  Sindicato Nacional de Trabajadores de la Educación (SNTE), presidente de Vanguardia Revolucionaria y líder vitalicio de esta organización. 
Fue secretario particular de Manuel Sánchez Vite (1952-1955) y secretario de Organización y de Acción Social del Comité Ejecutivo Nacional del P.R.I. (1970-1976). Senador de la República en la L Legislatura del Congreso de la Unión de México, elegido para el periodo 1976-1982, dejó su escaño para ocupar la dirección general del ISSSTE (1976-1979). Presidente del Congreso de Trabajo y Gobernador de San Luis Potosí (1979-1985). Nuevamente fue Senador de la República en la LIV Legislatura del Congreso de la Unión de México, elegido para el periodo 1988 a 1991.
Carlos Jonguitud fue Maestro Normalista egresado de la Escuela Normal Rural de Ozuluama en Veracruz, y posteriormente se tituló como abogado en la Universidad Nacional Autónoma de México. Miembro del PRI desde 1942 fue en dos ocasiones Senador y una diputado federal por su estado natal y de 1976 a 1979 director general del Instituto de Seguridad y Servicios Sociales de los Trabajadores del Estado (ISSSTE).
Fue el fundador de un grupo interno del SNTE, llamado Vanguardia Revolucionaria del Magisterio desde el cual fue acaparando espacios dentro de la estructura del sindicato y finalmente desplazó al grupo en el poder que estaba encabezado por Manuel Sánchez Vite al cual su pasado echeverrista provocó su caída, a partir de entonces Jongitud se convirtió en el líder de los maestros por sí mismo o a través de sus aliados.
En 1989 Jonguitud fue a su vez desplazado de la dirigencia por el mismo método usado por él en contra de Sánchez Vite, el presidente Carlos Salinas de Gortari aprovechando una movilización de maestros disidentes del sindicato lo obligó a renunciar a su liderazgo moral que quedó en manos de una antigua partidaria suya que ahora había ocupado los espacios de poder dentro del SNTE, Elba Esther Gordillo quien hasta el 26 de febrero de 2013, encabezara a dicho sindicato, luego de ser detenida al ser investigada por enriquecimiento ilícito, delincuencia organizada, lavado de dinero y desvío de recursos del SNTE
A finales de 1993 participó en varios eventos tendientes a retornar a la política sindical activa, mismos que fueron desarticulados por el gobierno de entonces y que tuvieron como consecuencia final el verse obligado a solicitar licencia como senador a partir del 30 de noviembre de ese año, retirándose de toda política activa.